# Cuyapo
Cuyapo is een gemeente in de Filipijnse provincie Nueva Ecija op het eiland Luzon. Bij de laatste census in 2007 had de gemeente ruim 55 duizend inwoners.

## Geografie

### Bestuurlijke indeling
Cuyapo is onderverdeeld in de volgende 51 barangays:
| - Anda - Bambanaba - Bantug - Bentigan - Bibiclat - Bonifacio - Bued - Bulala - Burgos - Cabatuan - Cabileo - Cacapasan - Calancuasan Norte - Calancuasan Sur - Colosboa - Columbitin - Curva | - District I - District II - District IV - District V - District VI - District VII - District VIII - Landig - Latap - Loob - Luna - Malbeg-Patalan - Malineng - Matindeg - Maycaban - Nacuralan - Nagmisahan | - Paitan Norte - Paitan Sur - Piglisan - Pugo - Rizal - Sabit - Salagusog - San Antonio - San Jose - San Juan - Santa Clara - Santa Cruz - Sinimbaan - Tagtagumbao - Tutuloy - Ungab - Villaflores |

## Demografie
Cuyapo had bij de census van 2007 een inwoneraantal van 55.456 mensen. Dit zijn 4.090 mensen (8,0%) meer dan bij de vorige census van 2000. De gemiddelde jaarlijkse groei komt daarmee uit op 1,06%, hetgeen lager is dan het landelijk jaarlijks gemiddelde over deze periode (2,04%). Vergeleken met de census van 1995 is het aantal mensen met 5.665 (11,4%) toegenomen.

De bevolkingsdichtheid van Cuyapo was ten tijde van de laatste census, met 55.456 inwoners op 215,73 km², 230,8 mensen per km².